# Charkivs konstmuseum
Charkivs konstmuseum är ett museum i Charkiv i Ukraina. Museet, som grundades år 1920, är ett av de viktigaste museerna i Ukraina.

## Historia och samlingar
Museet grundades år 1920 som Charkivs kyrkohistoriska museum och samlingarna bestod huvudsakligen av antika samlingar från Charkivs biskopsdöme och Volyns biskopsdöme, samt konstsamlingen från Charkivs universitet. År 1922 bytte det namn till Charkivs museum för Ukrainsk konst och bestod av tre avdelningar – arkitektur, skulptur och målningar. År 1931 överfördes delar av konstsamlingarna till det som blev Ukrainas nationella konstgalleri.
Under 1930-talet var museet stängt för allmänheten och öppnade åter 1944. Under åren 1949–1965 benämndes museet Charkivs statliga museum för de sköna konsterna. Det nuvarande namnet fick det år 1965.
Museet omfattar 25 utställningssalar, indelade i fem delat: förrevolutionsk ukrainsk och rysk konst, sovjetisk konst, utländsk konst, samt dekorativ konst och brukskonst.
Museibyggnaden ritades av Oleksii Beketov.